# NGC 6956
NGC 6956 is een balkspiraalstelsel in het sterrenbeeld Dolfijn. Het hemelobject werd op 19 oktober 1784 ontdekt door de Duits-Britse astronoom William Herschel.

## Synoniemen
- UGC 11619
- MCG 2-53-1
- ZWG 425.1
- IRAS 20415+1219
- PGC 65269